# 国民衛兵

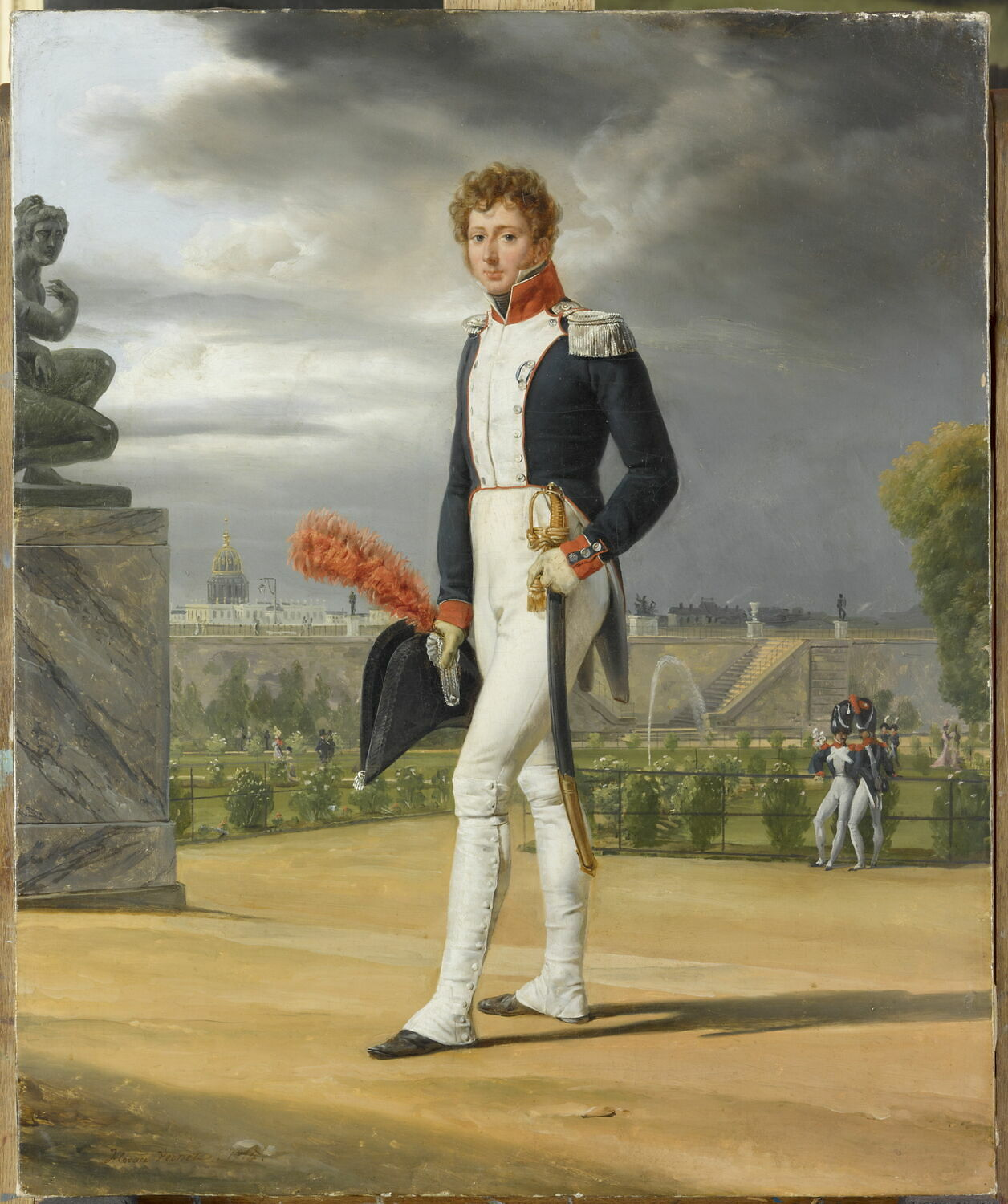
国民衛兵の軍服を着たフランスの画家フィリップ・ルノワ（オラース・ヴェルネ画）

国民衛兵（こくみんえいへい、フランス語: Garde nationale）は、フランス革命時に従来の正規軍に替わってフランス国内各都市で組織された民兵組織である。国民軍（こくみんぐん）とも表記される。
最初にパリで作られ、それに倣って各都市も組織した。司令官は初めラファイエット侯爵、ついで短期間マンダ侯爵が務めた。1792年夏までは中流階級に基礎を置いており、立憲君主制を強く支持していた。国民衛兵は革命にいくばくかの影響を及ぼしたが、ナポレオンによって武装解除された（ただし1809年と1814年にはフランス防衛のため再召集されている）。ナポレオン追放後にはまた復活し、19世紀の2度の革命（七月革命と二月革命）において重要な役割を演じた。また、21世紀には予備兵部隊として再建されている。

## 創設

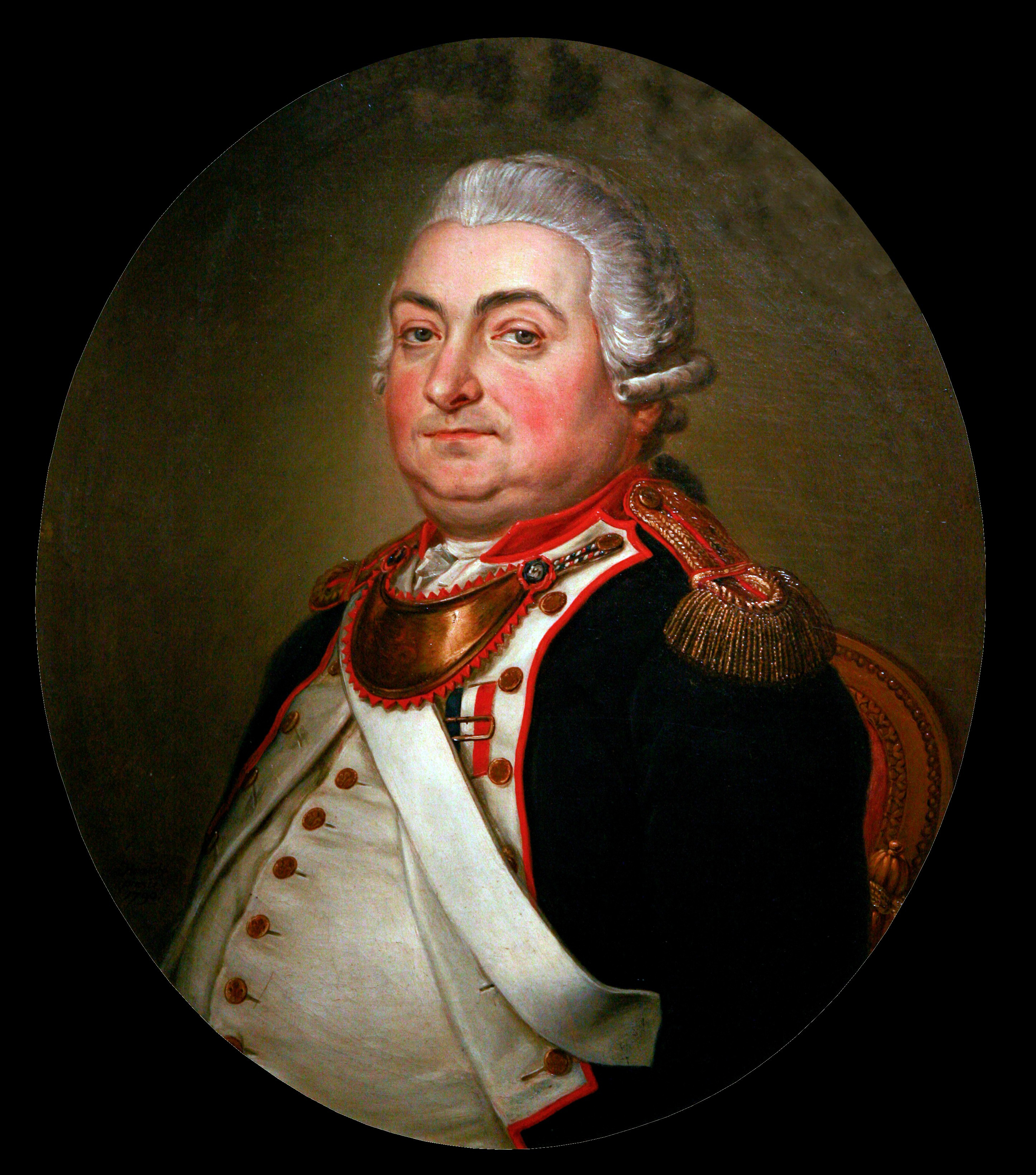
1790年当時のストラスブール国民衛兵隊の指揮官エップ氏

1789年夏のフランス革命前夜、極度の経済不振にあえぐパリ市内では騒乱と窃盗が横行し始めていた。7月14日のバスティーユ襲撃以前より王権の無能無策に失望していたパリ市民たちは自力で法と秩序を維持することを決意、中流市民による民兵組織が創設されるはこびとなった。これが国民衛兵（la Garde nationale（ラ・ガルド・ナショナル））の始まりである。7月15日にラファイエットが最高司令官に選ばれた。この動きにフランスの各地の都市もそれぞれの国民衛兵を組織した。

## 組織
国民衛兵の士官は選挙によって選ばれた。1791年10月14日の法律のもと、すべての選挙権を有する（つまり相応の資産を持つ）市民とその18歳以上の子供たちは、国民衛兵に加わる義務を負っていた。その役目は、法と秩序の維持と、必要な場合には地域の防衛に当たることだった。市民は自宅に武器と制服を保管し、求められたときにはそれを着装して出立した。革命の初期、国民衛兵は、王の服の色と同じ青い制服を着用した。

## 革命期の役割

ブルターニュ地方の王党派を護送するカンペールの国民衛兵（1792年）。ジュール・ジラルデ画

国民衛兵が取って代わる以前、1254年から1791年までパリの法と秩序を維持したのは国王警護隊（Guet royal（ゲー・ロワイヤル））であった。実際、国王警護隊の最後の司令官（Chevalier du Guet）であったド・ラ・ロシエールは、1791年に国民衛兵隊長に選ばれている。1792年夏、国民衛兵の基本的な性格に大きな変化が生じた。連盟兵（fédérés（フェデレ））が新たに参加し、マンダ司令官が8月10日の蜂起の冒頭で殺害されたことにより、過激な革命主義者であるアントワーヌ＝ジョゼフ・サンテールが国民衛兵を掌握し、率いることとなった。王制の廃止（1792年9月21日）の後、国民衛兵は革命のために戦い、フランス国民議会においてパリ市民の意向を貫徹するという点で重要な役割を果たした。議会は「愛国的な」銃剣の力の前に道を譲らなければならなかった。
テルミドールの反動（1794年7月27日）の後、テルミドール派の新政府によって国民衛兵を指揮下に収めたのは王党派であった。国民衛兵はヴァンデミエール13日（1795年10月5日）の王党派の反乱の際、総裁政府を倒そうとしたが、ナポレオン・ボナパルトの率いる軍隊に敗れ、武装解除された。

## 帝政時代
ナポレオンは、中流階級である国民衛兵に秩序を維持し暴動を鎮圧することが可能であるとは思っていなかったため、より軍隊に近い「パリ市衛兵（Garde municipale de Paris）」を作った。しかし彼は国民衛兵を廃止することはせず、武装解除だけにとどめた。予備として保持された国民衛兵は、1809年と1814年に、ナポレオンによってフランス国土防衛に動員された。1814年のパリの戦いには2万人の国民衛兵が参加した。

## 復古王政
1814年に始まるブルボン復古王政において、ルイ18世は国民衛兵を存続させた。しかし国民衛兵を構成する中流階級は反動的な王政に敵意を示したため、シャルル10世は1827年に国民衛兵を解散させた。だがこのとき武装解除を怠ったため、1830年の七月革命において国民衛兵は再び銃を取ることになった。

## 1831年の国民衛兵

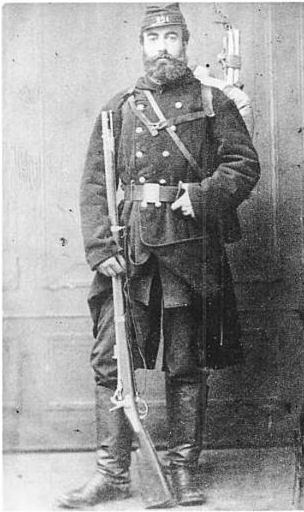
タバティエール銃を持つ国民衛兵の兵士（1870年）

1830年の七月革命のあと、新しい国民衛兵が1831年に設立された。国民衛兵は1848年の二月革命においては共和主義者側に立って戦った。ナポレオン3世は、自由主義と共和主義の影響を減らすために、第二帝政の間、国民衛兵の任務を従属的なものにとどめた。普仏戦争の1870年、国防政府は、プロイセンからパリを守るための主役として国民衛兵を位置づけた。1871年3月から5月までのパリ・コミューン蜂起の期間、パリの国民衛兵は拡大され、武器を扱えるすべての市民を含むほどになった。フランス政府軍がコミューンを打ち破ると、国民衛兵は縮小され、1872年3月14日に解隊された。

## 2016年の国民衛兵

2016年に編成された国民衛兵のロゴマーク。

2015年のパリ同時多発テロ事件などを受け、フランソワ・オランド大統領は、予備役と義勇兵から構成される新たな国民衛兵の設立を表明した。2016年10月12日の閣議によって、国民衛兵は約145年ぶりに、フランス軍の5番目の軍種として正式に再建された。今回再設立された国民衛兵は警察や国家憲兵が何らかの全国的な事態に対応しているときにこれを補助し、軍や警察の予備兵力という歴史的な役割を果たすことが期待されている。